# 唐人お吉 (小説)
『唐人お吉』（とうじんおきち）は、1928年（昭和3年）に発表された十一谷義三郎による日本の小説であり、同作を原作とし、1930年（昭和5年）に日活太秦撮影所が製作し、溝口健二が監督した日本のサイレント映画である。同作は、同撮影所が日活京都撮影所と改称したのちの1937年（昭和12年）に、池田富保を監督に『唐人お吉 黒船情話』のタイトルでリメイクしている。リメイク作品も含めて本項で詳述する。

## 略歴・概要
実在する人物・斎藤きちに取材し、1927年（昭和2年）に村松春水が発表した『実話唐人お吉』の版権を買い取った新感覚派の小説家・十一谷義三郎が、翌1928年（昭和3年）に『中央公論』に掲載したのが初出であり、引き続き1929年（昭和4年）から1930年（昭和5年）にかけて東京朝日新聞に連載した。1929年に万里閣書房から上梓した単行本は『中央公論』版であり、本作のほかに、村松春水による『唐人お吉を語る』、十一谷の『くろふね耳袋』も収録されている。本作は新聞連載開始の翌年に映画化された。十一谷は本作によって国民文芸賞を受賞した。
話題の小説を最初に映画化したのは、1930年（昭和5年）、京都の日活太秦撮影所で、十一谷の原作を畑本秋一が脚色、溝口健二が監督した。しかし同タイトルの映画『唐人お吉』を東京の河合映画製作社（のちの大都映画）が早撮りし、しかも村松春水の『実話唐人お吉』を原作として八尋不二が脚色、村越章二郎が監督し、溝口版よりも1か月早い同年6月6日に公開している。日活京都撮影所（日活太秦撮影所を改称）は、1937年（昭和12年）、溝口版をトーキーリメイク、十一谷の原作を滝川紅葉が脚色、池田富保が監督して、同年6月17日に公開した。

十一谷原作以外にも、上記の村越版も含めて「唐人お吉」をテーマとした映画作品は、合計7作存在する。
溝口健二の『唐人お吉』、池田富保の『唐人お吉 黒船情話』は、いずれも東京国立近代美術館フィルムセンターに所蔵されておらず、いずれもマツダ映画社の「主な所蔵リスト」には掲載されていない。溝口健二の『唐人お吉』に関しては「4分」のフィルム断片が現存しており、同じ溝口の監督作でほぼオリジナルに近い形で現存する『折鶴お千』（1935年）とのカップリングでDVDに収録され、デジタル・ミームがTalking Silentsの第2集として、2007年（平成19年）10月24日にリリースしている。
小説『唐人お吉』は、2020年4月現在、すべて絶版である。青空文庫には収録されていないが、国立国会図書館の「国立国会図書館デジタルコレクション」に収録されており、閲覧・ダウンロードが可能である。

## 1930年版

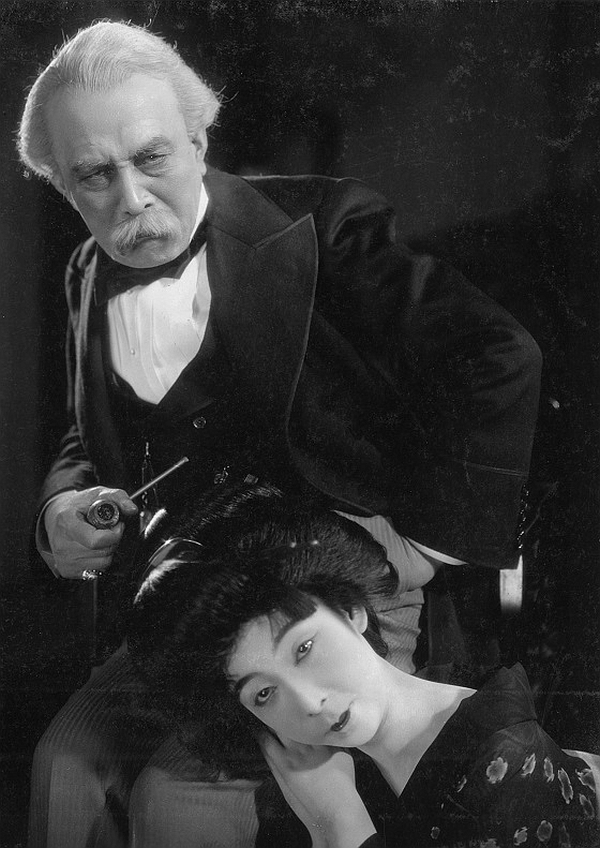
山本嘉一と梅村蓉子

『唐人お吉』（とうじんおきち）は、1930年（昭和5年）製作・公開、日活太秦撮影所製作、日活配給による日本のサイレント映画、女性映画である。本篇の大部分は散逸しているが、「4分」のフィルム断片が現存する。

### スタッフ・作品データ
- 監督 : 溝口健二
- 原作 : 十一谷義三郎
- 脚色 : 畑本秋一
- 撮影 : 横田達之、伊佐山三郎
- 装置 : 榎本寅蔵
- 助監督 : 安積幸二、坂根田鶴子
- 製作 : 日活太秦撮影所
- 上映時間（巻数 / メートル） : 約130分[10]（12巻 / 3,152メートル）
- フォーマット : 白黒映画 - スタンダードサイズ（1.33:1） - サイレント映画
- 初回興行 : 浅草・富士館

### キャスト
- 山本嘉一 - ハリス
- 梅村蓉子 - お吉
- 島耕二 - 鶴松
- 滝花久子/佐久間妙子 - お福
- 一木札二 - ヒュースケン
- 菅井一郎 - 伝吉
- 浦辺粂子 - その女房 お松
- 三桝豊 - 伊佐新次郎
- 田村邦男 - 松
- 村田宏寿 - 深亜（支那人）
- 谷幹一 - 鈴木三右衛門
- 高木永二 - 阿部伊勢守
- 土井平太郎 - 水戸斉昭
- 横山運平 - 中村出羽守
- 大寺正二郎 - 刺青男
- 一色あけみ - お菊（お吉の女中）
- 大原仁美 - 斎藤準之丞
- 吉井康 - 井上信濃守
- 斎藤紫香 - 通訳

## 1937年版
『唐人お吉 黒船情話』（とうじんおきち くろふねじょうわ）は、1937年（昭和12年）製作・公開、日活京都撮影所製作、日活配給による日本の長篇劇映画、女性映画である。本作のフィルムは散逸しており、現在観賞することができない。

### スタッフ・作品データ
- 監督 : 池田富保
- 原作 : 十一谷義三郎
- 脚色 : 滝川紅葉
- 撮影 : 谷本精史
- 録音 : 海原幸夫
- 音楽 : 西悟郎
- 製作 : 日活京都撮影所
- 上映時間（巻数 / メートル） : 約100分[10]（9巻 / 2,743メートル）
- フォーマット : 白黒映画 - スタンダードサイズ（1.33:1） - モノラル録音
- 初回興行 : 浅草・富士館

### キャスト
- 花井蘭子 - お吉
- 尾上菊太郎 - 鶴松
- 高木永二 - ハリス
- 井上ジョン - ヒュースケン
- 鬼頭善一郎 - 中村出羽守
- 若松文男 - 井上信濃守
- 香川良介 - 組頭伊佐新次郎
- 伊庭駿三郎 - 大工松蔵
- 松本秀太郎 - ブチヤフ
- 藤川三之祐 - 漁師八助
- 尾上桃華 - 漁師島六
- 水ノ江澄子 - 女房おかつ
- 衣笠淳子 - 下女お菊
- 大崎史郎 - 名主半兵衛
- 今成平九郎 - 攘夷党鮫島一平
- 高松文磨 - 大工勘太
- 桜木梅子 - お福
- 伊田兼美 - 若菜三男三郎
- 石川秀道 - 松村忠次郎
- 島田照夫 - ボーイ竹三
- 磯川勝彦 - 棟梁兼五郎

## ビブリオグラフィ
国立国会図書館蔵書。
- 『唐人お吉』、万里閣書房、1929年
- 『時の敗者唐人お吉』、新潮社、1930年
- 『時の敗者唐人お吉 続篇』、新潮社、1930年
- 『唐人お吉』、改造文庫 第2部 第207篇、改造社、1932年
- 『時の敗者唐人お吉』、改造文庫 第2部 第208篇、改造社、1932年
- 『唐人お吉 続』、日本小説文庫 17、春陽堂、1932年
- 『現代日本小説大系 第44巻』、日本近代文学研究会、河出書房、1950年
- 『現代日本文学全集 第79』、筑摩書房、1956年
- 『現代日本小説大系 第46-47巻』、日本近代文学研究会、河出書房、1956年
- 『現代日本文学大系 62』、筑摩書房、1973年

## 関連事項
- 唐人お吉 - 曖昧さ回避
- 斎藤きち - 小説・戯曲・映画のリスト
- 唐人お吉 (1954年の映画)（英語版）

## 註
1. ↑  唐人お吉、国立国会図書館、2010年2月21日閲覧。
2. ↑  十一谷義三郎、コトバンク、2010年2月21日閲覧。
3. ↑  唐人お吉、日本映画データベース、2010年2月20日閲覧。
4. ↑  所蔵映画フィルム検索システム、東京国立近代美術館フィルムセンター、2010年2月21日閲覧。
5. ↑  主な所蔵リスト 劇映画＝邦画篇、マツダ映画社、2010年2月21日閲覧。
6. 1 2  DVDビデオ、マツダ映画社、2010年2月20日閲覧。
7. ↑  十一谷義三郎、青空文庫、2020年4月20日閲覧。
8. ↑  唐人お吉（万里閣書房版）、国立国会図書館、2020年4月20日閲覧。
9. ↑  唐人お吉（改造文庫版）、国立国会図書館、2020年4月20日閲覧。
10. 1 2  Film Calculator Archived 2008年12月4日, at the Wayback Machine.換算結果、コダック、2010年2月21日閲覧。
11. ↑  OPAC NDL 検索結果、国立国会図書館、2010年2月20日閲覧。